# تپه قلعه ارمنی
تپه قلعه ارمنی مربوط به اویل دوران‌های تاریخی پس از اسلام است و در شهرستان خرم‌آباد، بخش مرکزی، دهستان کرگاه شرقی، روستای چوب تراش واقع شده و این اثر در تاریخ ۲۲ اسفند ۱۳۸۵ با شمارهٔ ثبت ۱۸۱۶۵ به‌عنوان یکی از آثار ملی ایران به ثبت رسیده‌است.